# Melampus parvulus
Melampus parvulus is een slakkensoort uit de familie van de Ellobiidae. De wetenschappelijke naam van de soort is voor het eerst geldig gepubliceerd in 1856 door Pfeiffer.